# Microprocesador Elbrús
El Elbrús (en ruso: Эльбру́с) es una familia de computadoras, procesadores y microprocesadores desarrollados en la URSS por el Instituto de Mecánica de Precisión e Ingeniería Informática S.A. Lébedev (ITM TC) de Moscú a partir de los años 1970. Este desarrollo se basó en las computadoras BESM y M-20 que impulsó el científico soviético Serguéi Alekséievich Lébedev.
La computadora Elbrús fue evolucionando e integrándose hasta los actuales microprocesadores que forman el corazón de los modernos ordenadores que fabrica la compañía rusa Moscow Center of SPARC Technologies Joint Stock Company "MCST" (en ruso Закрытое акционерное общество "МЦСТ")  fundada en 1992 a partir del "Centro de Moscú para SPARC tecnologías".

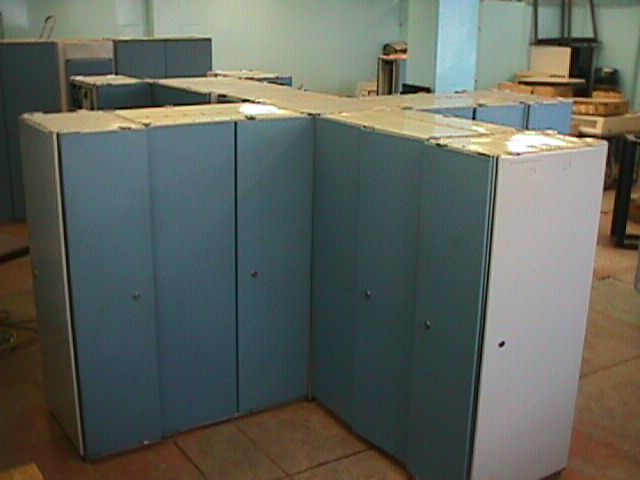
Elbrús 3-1, en 1994.

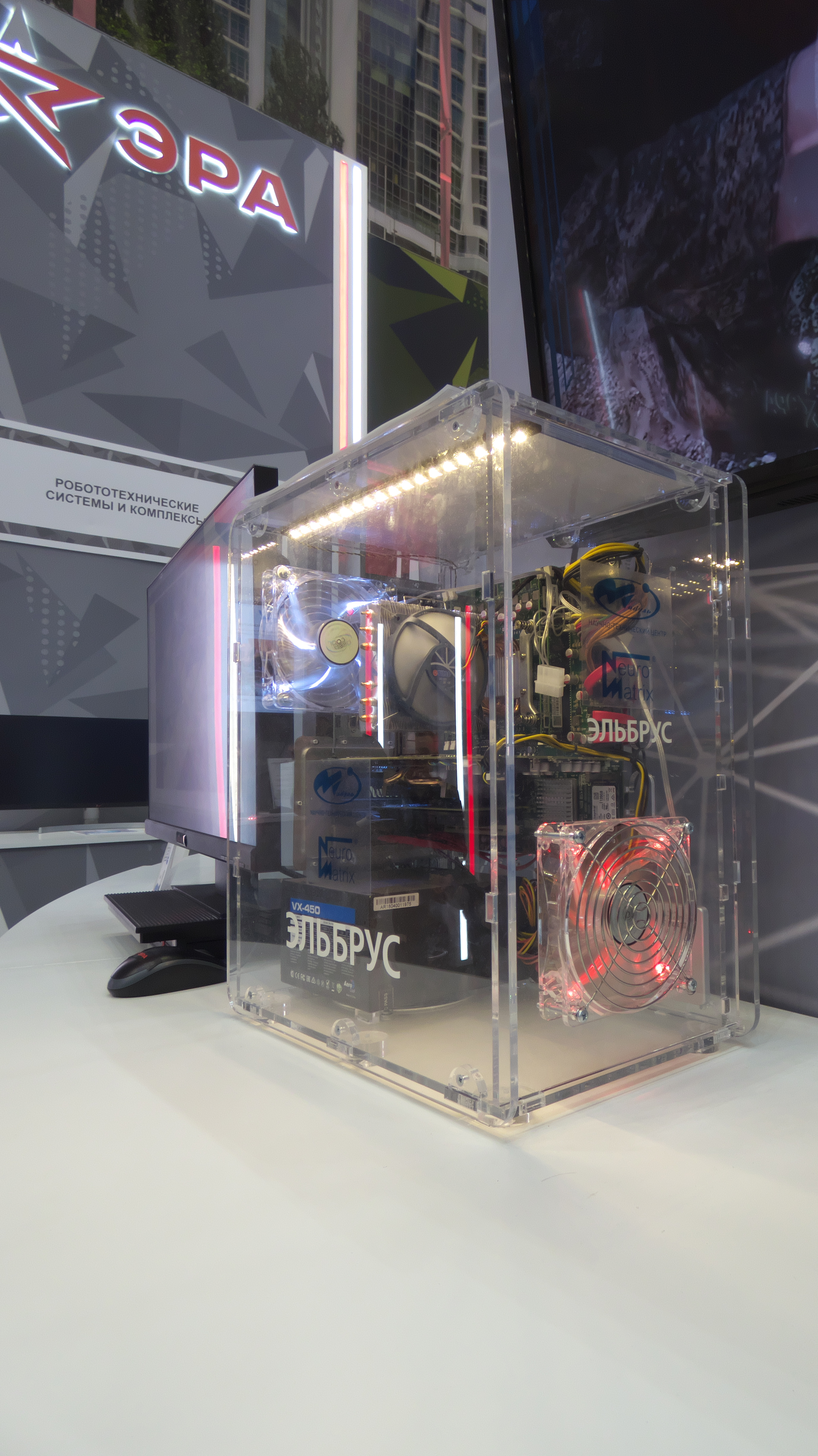
Computadora personal en la exposición"Army-2022".

## Desarrollos
A partir del BESM-6 se desarrollaron una serie de computadoras que se denominaron Elbrús, toma la denominación del nombre de la montaña más alta de Europa, monte Elbrús, de 5642 m de altitud, ubicado en la parte occidental de la cordillera caucásica, en Kabardia-Balkaria en Rusia. Se han desarrollado varios modelos desde el primero de ellos el Elbrús-1, un ordenador central (también denominado mainframe, hasta el moderno microprocesador realizado en tecnología de 130 nanómetros (o 0,130 micrones) y arquitectura Elbrús 2000 "E2K" (que usa la arquitectura VLIW/EPIC (Very Long Instruction Word/Explicitly Parallel Instruction Computing) que permite el procesamiento de varias instrucciones por un único ciclo de reloj, en el caso del Elbrús llega hasta 23 instrucciones) con 50 millones de transistores integrados y compatible con la arquitectura Intel x86 y con los procesadores SPARC desarrollados por Sun Microsystems.

### El Elbrús-1
Tomando como base del BESM-6 se desarrolló entre 1973 - 1979 esta máquina que se conformó con tecnología TTL, es una máquina de cuarta generación. Tenía una potencia de operación de 12 millones de operaciones por segundo en la configuración A1-10, con 10 procesadores. El jefe de diseño de la serie fue Vsévolod Búrtsev. Entró en servicio en 1980. 
Usaba una arquitectura basada en etiquetas y el lenguaje de programación ALGOL parecido al del sistema el B5000 de Burroughs.

### Elbrús-2
En 1977 se comienza a desarrollar un nuevo procesador Elbrús que estaría listo en 1985. Este procesador, realizado con tecnología ECL en circuitos integrados IC-100 (similar a una serie de Motorola 10000).  El rendimiento de la máquina, que integraba procesadores de 10 (2 de ellos se considera redundante) era de  125 millones de operaciones por segundo.
Los procesadores eran de arquitectura RISC (reduced instruction set computer, Computación de Juego de Instrucciones Reducidas).
Se realizaron unos 20 unidades de este tipo de computadoras, de ellas unas 10 se utilizaron en la defensa de Moscú.[cita requerida] Fue utilizado en el programa nuclear, el programa espacial y en el sistema de defensa soviética.

### Elbrús-1K2 y el Elbrús-B
Basándose en el Elbrús-2, tanto en sus componentes como en su tecnología, se desarrolló un nuevo computador destinado a sustituir al BESM-6 se desarrolló el Elbrús-1K2. Debía de mantener la compatibilidad de software completa con su predecesor.  Se produjo cerca de 60 unidades.
El  Elbrús-B o Elbrús-1 KB es  una versión mejorada de la BESM-6, realizada con  circuitos integrados, lo cual eliminó algunas de las limitaciones de la arquitectura BESM-6.  El jefe de diseño fue Guennadi Ryábov. Sus características principales son.  
| Característica                                         | BESM-6 (última versión) | Elbrús-1K2 | Elbrús-B |
| ------------------------------------------------------ | ----------------------- | ---------- | -------- |
| Rendimiento (MIPS / s)                                 | 1                       | 2,5 — 3    | 4 — 5    |
| Frecuencia, MHz                                        | 10                      | 20         | 20       |
| Bits, bits                                             | 48                      | 48         | 48 o 64  |
| Bit de direccionamiento de memoria RAM,                | 15                      | 15         | 15 o 27  |
| RAM, MB                                                | 0,77                    | 0,77       | 64       |
| La capacidad de almacenamiento en disco, MB (estándar) | 116                     | 58         | 800      |
| Huella m² (Con todos los periféricos)                  | 250                     | 250        | 70       |
| El consumo de energía, kW                              | 60                      | 105        | 25       |

### Elbrús-3
Entre los años 1986 y 1994 se desarrolla, bajo la dirección de Borís Babaián en el Instituto de Mecánica de Precisión e Ingeniería Informática S.A. Lébedev, un nuevo procesador que llevaría el nombre de Elbrús-3. El desarrollo se realizó partiendo de ideas arquitectónicas completamente nuevas. Constaba de 16 procesadores y se usó arquitectura VLIW (Very Long Instruction Word, muy larga palabra de instrucción).
Arquitectura Elbrús-3 se desarrolló más en la arquitectura del microprocesador Elbrús 2000 y 3M Elbrús. 

### Elbrús-3-1 (MCP)
Esta computadora fue diseñada por un equipo liderado por Andréi Sokolov y se denominó "Elbrús-3-1-INC" (Procesador Segmentado Modular) o MCP (Procesador Modular Piperline). En 1993, supera el examen de la comisión estatal. En 1994, A. Sokolov obtiene por este trabajo el Premio S.A. Lébedev (Премия имени С. А. Лебедева), creado en 1993 por la Academia de Ciencias de Rusia para premiar los avances en el campo de la tecnología informática. 
El Elbrús-3-1 tenía un poder de procesamiento de 400 Mflop (400 millones de operaciones por segundo) con redundancia completa de hardware y control de los módulos funcionales. Podía trabajar con múltiples flujos de instrucciones. Con un solo campo de memoria era capaz de atender hasta 4 flujos de instrucciones.

## Arquitectura Elbrús-1, 2
La principal diferencia en la arquitectura del computador y procesador Elbrús está en la utilización de los lenguajes de alto nivel que se desarrollaron en la década de 1980. Lenguajes como el Basic - AutoCode o el Algol. Vladímir Mstislávovich Pentkovski desarrolló el lenguaje de alto nivel Al-76 y también el Al-90 que combina el concepto de arquitectura RISC y el Elbrús 2. 
La asignación dinámica de etiquetas apoyada a  nivel de hardware es la característica fundamental. La memoria contiene datos e instrucciones y esto se controla mediante etiquetas que el procesador gestiona de forma dinámica.
Esté principio es similar al utilizado en el Algol  de la empresa de computación B5000 Burroughs Corporation. Algunos usuarios llamaron jocosamente al Elbrús como "El Burroughs".

### Tipos de datos elementales
- Enteros en dos formatos: la palabra (64 bits) y la media palabra (32 bits).
- Números reales de los tres formatos: una palabra, media palabra y palabra doble (128 bits).
- Conjuntos, una generalización del lenguaje de tipo de datos bool (booleano), char (caracteres), alfa (línea corta, situada en la palabra), bytes (secuencia de bytes de la palabra).

### Gestión de la memoria
En el hardware y sistema operativo se  dispone de un mecanismo flexible para la gestión de memoria virtual (llamada en la documentación "matemática").  El programador tiene la posibilidad de describir un conjunto de 2 de 20 elementos. Los formatos permitidos son elementos de la matriz: los bits, el número (4 bits), byte, media palabra (32 bits), la palabra (64 bits), palabra de doble precisión (128 bits).  Cada tarea consta de dos palabras de 32 bits.

### Software
Se desarrollaron el  sistema operativo, sistema de archivos, sistema de programación de El-76, en varios idiomas en el Instituto de Mecánica de Precisión e Ingeniería Informática de Moscú.
También se realizaron versiones de Fortran, Cobol, PL/1, Algol por la Filial de Novosibirsk del Instituto de Mecánica de Precisión e Ingeniería Informática de Moscú, y 
Pascal, OR, ABC, Refal, SNOBOL Diashag-4, Fort por la Universidad Estatal de Leningrado.
El Instituto de Cibernética de la Academia de Ciencias de la URSS desarrolló el sistema inteligente de programación. La Universidad de Rostov el sistema Simula-67.

## Desarrollos realizados por MCST
En 1992 se fundó la compañía "Centro de Moscú para SPARC Tecnologías" JSC "MCST" que sucedía y se  basaba  en el Instituto de Mecánica de Precisión e Ingeniería Informática S.A. Lébedev de Moscú. Esta nueva institución se unió en 2006 al "INEUM im. I.S. Bruka" (Instituto de Máquinas Electrónicas de Control I.S. Bruk, Институт электронных управляющих машин; en ruso: ИНЭУМ - INEUM) desarrollando ordenadores domésticos.
La MCST ha desarrollado varios microprocesadores Elbrús y ordenadores basados en el mismo.

### Microprocesadores

#### Elbrús 2000 o E2K
El Elbrús 2000 o E2K (del ruso: Эльбрус 2000) es un procesador de 512 bits de anchura. Es compatible con 2 juegos de instrucciones (ISA), con la del Elbrús VLIW y con el del Intel x86 (esta compatibilidad se realiza mediante traducción virtual dinámica similar a los  microprocesadores Crusoe de Transmeta).
Gracias a su arquitectura única del tipo VLIW/EPIC (Very Long Instruction Word/Explicitly Parallel Instruction Computing), el Elbrús 2000 se puede ejecutar hasta 23 instrucciones por ciclo de reloj por lo que llega a velocidades de procesamiento similares o superiores a otras máquinas que trabajan con frecuencias de reloj mayores, especialmente cuando se ejecuta en modo nativo VLIW.
Soporta los siguientes sistemas operativos:
- Linux compilado para Elbrús ISA
- Linux compilado para x86 ISA
- Windows 95
- Windows 2000
- Windows XP

Inicialmente con este nombre se conoció un  proyecto de integración de toda la estructura del Elbrús 3 en un único chip. 
En 1998 un equipo dirigido por Borís Babaián desarrolló un microprocesador denominado E2K  con una arquitectura tipo EPIC (Explicitly Parallel Instruction Computing, Procesamiento de instrucciones explícitamente en paralelo). Este desarrollo se realizó después de que en 1997 la compañía firmara un acuerdo de licencia con Sun Microsystems.
Características destacadas del Elbrús 2000
| Año de fabricación                  | 2005                                                                          |
| Tecnología                          | CMOS 0.13 µm                                                                  |
| Frecuencia de reloj                 | 300 MHz                                                                       |
| Picos de rendimiento                | - 64 Bit: 5.8 GIPS - 32 Bit: 9.5 GIPS - 16 Bit: 12.3 GIPS - 8 Bit: 22.6 GIPS  |
| Formato de datos                    | - integer: 32, 64 - float: 32, 64, 80                                         |
| Caché                               | - 64 KB L1 caché de instrucciones - 64 KB L1 caché de datos - 256 KB L2 caché |
| Velocidad de transferencia de datos | - a caché: 9.6 GByte/s - a memoria principal: 4.8 GByte/s                     |
| Transistores                        | 75.8 millones                                                                 |
| Capas de conexión                   | 8                                                                             |
| Encapsulado / pins                  | HFCBGA / 900                                                                  |
| Medidas del chip                    | 31×31×2.5 mm                                                                  |
| Voltaje                             | 1.05 / 3.3 V                                                                  |
| Consumo                             | 6 W                                                                           |

1 GIPS = 109 instrucciones ejecutadas  por segundo.

#### Microprocesador Elbrús-S
En el año 2010 se presentó el llamado "Elbrús-S" realizado en 90 nanómetros y con un mejor rendimiento.
Características destacadas del Elbrús-S
| Año de fabricación   | 2010                                                                            |
| Tecnología           | CMOS 0.09 µm                                                                    |
| Frecuencia de reloj  | 500 MHz                                                                         |
| Picos de rendimiento | - 64 Bit: 10 GIPS/4,0 GFLOPS - 32 Bit: 16,5 GIPS/8,0 GFLOPS - 16 Bit: 21,5 GIPS |
| Formato de datos     | - Palabra de 64 bits                                                            |
| Transistores         | 90 millones                                                                     |
| Consumo              | 13 W (20W max.)                                                                 |

1 GIPS = 109 instrucciones ejecutadas  por segundo.
1 GFLOPS = 109 operaciones en punto flotante por segundo.

#### Microprocesador Elbrús-2C+
En el año 2011 se presentó la versión Elbrús-2C+ que es un doble procesador en un mismo cristal y cuatro procesadores especializados en el procesamiento  digital de alta velocidad de señales de radar o imágenes, (dispositivos DSP (Digital Signal Processing) Elcore-09). Este microprocesador ha sido desarrollado en colaboración con la empresa GUP NPTs «ELVIS».
Está pensado para ser programado en C/C++, programación orientada a objetos y programación multihilo. Se prevé montar un ordenador con  cuatro micros de este tipo en la misma placa base.
Características destacadas del Elbrús-2C+
| Año de fabricación                                                                                     | 2011 |
| Tecnología                                                                                             | CMOS 0.09 µm |
| Frecuencia de reloj                                                                                    | 500 MHz |
| Número de núcleos                                                                                      | 6 2 núcleos Elbrús-S + 4 núcleos DSP (Elcore-09) "Elvis".                                                                                       |
| Picos de rendimiento                                                                                   | Rendimiento (CPU+DSP): - 64 bits, 20 + 2 GIPS - 64 bits, 8 + 0 GFlOPS - 32 bits, 33 + 16 GIPS - 32 bits, 16 + 12 GFlOPS - 16 bits, 43 + 48 GIPS |
| Formato de datos                                                                                       | - Palabra de 64 bits |
| - Ancho de banda I/O 2Gb/s con dos canales. - Ancho de banda interprocesadores 4Gb/s con tres canales. | |
| Área de integración                                                                                    | 289 mm² |
| Transistores                                                                                           | 368 millones |
| Número de capas                                                                                        | 9 |
| Dimensiones del encapsulado                                                                            | 37,5 x37, 5 mm |
| Tensiones                                                                                              | 1,0 / 1,8 / 2,5 V |
| Consumo                                                                                                | 25 W |

1 GIPS = 109 instrucciones ejecutadas  por segundo.
1 GFLOPS = 109 operaciones en punto flotante por segundo.

#### Microprocesador Elbrús-2S
Con el horizonte de lanzamiento en el año 2012, en 2009 se comenzó a desarrollar un nuevo microprocesador basado en el Elbrús-S. Este nuevo microprocesador estará constituido por cuatro núcleos en un mismo cristal. Se realizará con tecnología de 65 nm y una frecuencia de reloj de 1 GHz.
Se está diseñando un ordenador con una placa base que integra cuatro procesadores y 32 GB de memoria RAM del tipo DDR3 1600. La placa se denomina MV4S-SRV. Se prevé que esté lista en  2015.
Características destacadas del Elbrús-2S
| Año de fabricación   | 2012                                          |
| Tecnología           | CMOS 65 nm                                    |
| Frecuencia de reloj  | 1 GHz                                         |
| Número de núcleos    | 4                                             |
| Picos de rendimiento | Rendimiento: - 64 bits, - 32 bits, - 16 bits, |
| Formato de datos     | - Palabra de 64 bits                          |
| Transistores         | 500 millones                                  |
| Consumo              | ¿? W                                          |

1 GIPS = 109 instrucciones ejecutadas  por segundo.
1 GFLOPS = 109 operaciones en punto flotante por segundo.

#### Diseños futuros
El MCST trabaja en el desarrollo de microprocesadores con varios núcleos basados en el Elbrús buscando la integración de los mismos en ordenadores muy potentes con potencias de operación del orden de TFLOPS (teraflops = 1012 en punto flotante por segundo) o de PFLOPS (petaflops = 1015 operaciones en punto flotante por segundo).
Características destacadas del Elbrús-2Sx
| Año de fabricación   | 2014                                |
| Tecnología           | CMOS 45 nm                          |
| Frecuencia de reloj  | 1,5 GHz                             |
| Número de núcleos    | 4                                   |
| Picos de rendimiento | Rendimiento: - 32 bits, ~144 GFLOPS |
| Formato de datos     | - Palabra de 64 bits                |
| Transistores         | ¿? millones                         |
| Consumo              | ¿? W                                |

Características destacadas del  Elbrús-8S
| Año de fabricación   | 2016                                |
| Tecnología           | CMOS 32 nm                          |
| Frecuencia de reloj  | 2 GHz                               |
| Número de núcleos    | 8                                   |
| Picos de rendimiento | Rendimiento: - 32 bits, ~510 GFLOPS |
| Formato de datos     | - Palabra de 64 bits                |
| Transistores         | ¿? millones                         |
| Consumo              | ¿? W                                |

Características destacadas del Elbrús-16S
| Año de fabricación   | 2018                              |
| Tecnología           | CMOS 22 nm                        |
| Frecuencia de reloj  | 4 GHz                             |
| Número de núcleos    | 16                                |
| Picos de rendimiento | Rendimiento: - 32 bits, ~2 TFLOPS |
| Formato de datos     | - Palabra de 64 bits              |
| Transistores         | ¿? millones                       |
| Consumo              | ¿? W                              |

1 GIPS = 109 instrucciones ejecutadas  por segundo.
1 GFLOPS = 109 operaciones en punto flotante por segundo.

### Computadoras

#### Elbrús 3M
Ordenadores con un solo procesador que utilizan la arquitectura VLIW / procesador Erub EPID. El procesador se basa también en MCST / Elbrús E2K (Elbrús o 2000). El procesador de Elbrús  tiene 300 MHz de frecuencia  de reloj, 5 vatios de potencia máxima está fabricado con una tecnología de 130 nanómetros. 
El procesador se compone de 50 millones de transistores y con 23 operaciones por ciclo de reloj. El rendimiento teórico es  GIPS/2.4 23,7 GFLOPS  con 64-bit y 4.8 GFLOPS con 32-bit.

#### Elbrús-3M1
El Elbrús-3M1 es un ordenador universal, evolución del Elbrús 3M, está equipado con dos procesadores Elbrús trabajando en paralelo. Con  otros sistemas Elbrús permite un bus de alta velocidad.
Compatible con el software de las computadoras Elbrús-1, 2 y 3, trabaja con diferentes sistemas operativos (MS-DOS, MS Windows, Linux, QNX, FreeBSD, etc.) y es compatible con la arquitectura Intel x86 mediante la tecnología de "compilación binaria" . Tiene compiladores para C++ y Fortran-90. Se ha desarrollado un sistema operativo denominado "OSL-3M1" que es una variante del "OS Elbrús" y tiene interface Unix.
Se realizó en dos versiones, una de escritorio y otra  compact PCI (cPCI) para trabajar en interconexión con otras máquinas a gran velocidad. La tarjeta madre de la Elbrús-3M1 en su versión cPCI, tiene unas dimensiones de 160 x 233,35 mm. 
Tanto el microprocesador Elbrús, como el software, como la computadora recibieron en el año 2007 el dictamen de una Comisión Examinadora estatal integrada por expertos provenientes del Ministerio de Defensa, de la Academia de Ciencias de Rusia y de la industria rusa de la computación que afirmaba que estaban a nivel mundial y en algunos aspectos no tenían equivalentes.

#### Elbrús-3S
Es un nuevo ordenador de la serie Elbrús, Elbrús está equipado con un procesador-S de 500 MHz y  tecnología de 90 nm.

### Elbrús-90mikro
Con este nombre se conoce a un ordenador basado en un microprocesador MCST-R con la arquitectura de SPARC .